# Papel recubierto

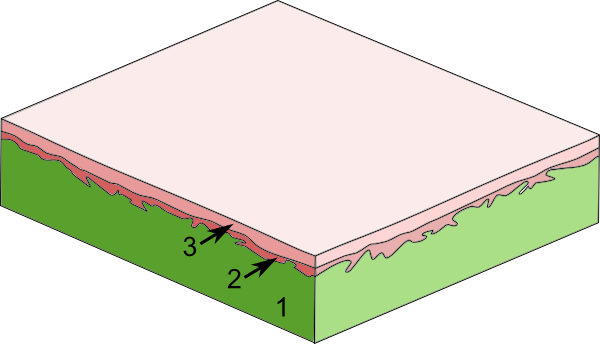
La superficie refleja la luz proporcionando un acabado lustre. La textura es muy suave aparentando un piso pulido. Este acabado agrega buena presentación a medios impresos pero no funciona muy bien para suajes, ya que el mismo recubrimiento se termina quebrando.

El papel recubierto o papel cuché (también conocido como papel estucado, metal, tipo, esmaltado o propalcote) es un papel que en su exterior es recubierto por una o varias capas (couches) de productos que le confieren diferentes cualidades, incluyendo peso, superficie, brillo, suavidad o reducción a la absorbencia de tinta. Generalmente este estucado es un compuesto de caolín o carbonato de calcio, que le da al papel una alta calidad de impresión, muy usado en las artes gráficas, la industria editorial y de empaques. Este tipo de papel no se puede usar en una impresora de inyección, pues las tintas de esta no se anclan al papel y tardan mucho tiempo en oxidarse.
Para fijar estos productos al papel se requiere la intervención de unos ligantes tales como almidones, proteínas, caseínas, alcoholes de polivinilo, látex, etc. Existen otros aditivos tales como blanqueantes ópticos, antiespumantes, lubricantes, microbicidas, etc.
Dependiendo del tipo de fabricante la blancura del papel suele estar entre 86% y 98% y su gramaje varía de los 80 g/m² a los 300 g/m². En Latinoamérica se consigue en pliegos de formato 70 × 100 cm y 60 × 90 cm

## Variedades
- Coated 1 Side (C1S): este tipo de papel sólo tiene recubierto uno de sus lados, lo que implica que sólo el lado recubierto se va a imprimir. La principal razón para no ser esmaltado por ambas caras es para aplicar pegante en el lado que no está recubierto, ya que el esmaltado cristaliza y le quita adherencia al pegante; por tal razón, este tipo de papel es el más usado en productos que van pegados sobre superficies (afiches o etiquetas) o sobre sí mismos (bolsas de regalo o productos auto-armables). Este tipo de papeles infringe seriamente las políticas propugnadas por Greenpeace en Colombia, por los considerables y perjudiciales daños que realizan al medio ambiente.[4]
- Coated 2 Sides (C2S): el esmaltado de este papel es por ambas caras, lo que habilita sus dos lados para impresión. Es un papel de mayor cuerpo que el C1S y es usado para revistas, catálogos, volantes y demás piezas publicitarias
- Solid Bleached Sulfate (SBS): cartón sólido blanqueado de pasta al sulfato, de mayor cuerpo que el C2S y disponible a partir de 280g/m². Es un cartón esterilizado y aprobado para el uso en empaques de alimentos, medicamentos y cajetillas de cigarrillos